# Karl Fazer
Karl Otto Fazer, född 16 augusti 1866 i Helsingfors, död 9 oktober 1932 i Jockis, var en finländsk bagare, konditor, chocolatier och företagsledare. Han är grundaren av Fazer. Han var bror till musikhandlaren Konrad Georg Fazer.

## Biografi
Karl Fazers far Eduard Peter Fazer utvandrade från Schweiz till Finland år 1843. Karl Fazer utbildade sig till bagare och konditor i Berlin, Paris och Sankt Petersburg. År 1891 öppnade han ett fransk-ryskt café med konditori i centrala Helsingfors på Glogatan 3. Hans egentliga intresse var industriell produktion av choklad, konfektyr och praliner. Han började med manuell tillverkning av sötsaker i kaféets bakre utrymmen. Tre år senare öppnade han sin första fabrik i en annan byggnad. 1898 flyttades produktionen till en större byggnad på Fabriksgatan.  
1908 registrerades Fazer som varumärke. 1911 grundades Fazer tillsammans med en brittisk partner ett företag för kextillverkning. Under 1920-talet expanderade företaget i det självständiga Finland, inte minst ökade kexproduktionen. Fazer lämnade över företaget till sina barn och drog sig tillbaka. Han blev kommerseråd 1926. Hans fritidsintressen var ornitologi, fiske, jakt och naturskydd. Han gifte sig 1894 med Berta Blomqvist (1876−1959) från Ekenäs. Makarna fick fyra barn. Karl Fazer ligger begravd på Sandudds begravningsplats i Helsingfors.

## Chokladmärket
Karl Fazer är även varumärket på Fazers populäraste chokladkaka Fazer blå. När Karl Fazers son Sven Fazer (1897−1985) pysslade om en affärsbekants insjuknade son fick Sven Fazer ett hemligt schweiziskt chokladrecept som tack. Det var originalreceptet till Fazer blå. Receptet, innehållande bland annat färsk mjölk och kakaobönor, har varit oförändrat sedan 1922 då mjölkchokladen introducerades i det blå omslaget med Karl Fazers namnteckning.
Fazer blå har flera gånger valts till Finlands mest uppskattade varumärke. 

### Webbsidor
- Fazers chokladhistoria. Fazer. Läst 10 maj 2014.